# Козія (Ясси)
Козія (рум. Cozia) — село у повіті Ясси в Румунії. Входить до складу комуни Костулень.
Село розташоване на відстані 317 км на північний схід від Бухареста, 28 км на південний схід від Ясс.

## Населення
За даними перепису населення 2002 року у селі проживали 1199 осіб, з них 1198 осіб (99,9%) румунів. Рідною мовою 1198 осіб (99,9%) назвали румунську.